# Гуревич, Михаил Осипович
Михаи́л О́сипович Гуре́вич (18 сентября 1878, Сосница — 16 ноября 1953, Москва) — советский психиатр, доктор медицинских наук, профессор, академик АМН СССР (1944), заслуженный деятель науки РСФСР. Гуревич М. О. внёс выдающийся оригинальный вклад в психоневрологию и детскую психопатологию, описал синдром психосенсорных расстройств. Является одним из основоположников советской детской психиатрии, как в организации такой помощи, так и в научном отношении.

## Биография
Михаил Осипович Гуревич родился 18 сентября 1878 года в городе Сосница.
В 1902 году окончил медицинский факультет Московского университета. После окончания учёбы становится ординатором психиатрической клиники университета под руководством Сербского В. П.. Во время русско-японской войны служил военным врачом на Дальнем Востоке.
С 1906 по 1908 г.г. Гуревич М. О. работал в лаборатории Клиники душевных и нервных болезней, руководимой Бехтеревым В. М.. В 1908 году, под руководством Суханова С. А., защитил докторскую диссертацию «О нейрофибриллах и их изменениях при некоторых патологических условиях». С 1909 по 1914 г.г. Гуревич М. О. продолжил свои анатомоклинические исследования в Бурашевской психиатрической колонии, а также работал ординатором земских психиатрических больниц в Твери и Саратове.
В 1906 и 1912 г.г. Гуревич М. О. выезжал для усовершенствования в Германию и Италию, где ознакомился с организацией психиатрической помощи в этих странах.
Во время Первой мировой войны Гуревич М. О. был военным врачом эвакопункта в Варшаве и на станции Дно. С 1918 по 1925 г.г. ассистент, затем приват-доцент психиатрической клиники 1-го МГУ, руководимой Ганнушкиным П. Б., одновременно (1918—1933) — заведующий детской психиатрической клиникой Института охраны здоровья детей Наркомздрава СССР.
С 1925 по 1934 г.г. Гуревич М. О. заведующий морфологическим, затем клиническим, отделом Института по изучению высшей нервной деятельности при Коммунистической академии, одновременно (1931—1937) профессор кафедры психиатрии 2-го Московского медицинского института.
С 1934 по 1940 г.г. — научный сотрудник Института мозга, одновременно: научный руководитель Московского областного института социальной и клинической психиатрии, начальник (1938—1940) психиатрического отдела Управления городских больниц и предпсихиатрической комиссии Наркомздрава СССР.
С 1937 по 1950 г.г. Гуревич М. О. заведовал кафедрой психиатрии 1-го Московского медицинского института, одновременно: зам. директора по научной части Института судебной психиатрии им. В. П. Сербского (1946—1949), консультант (1945—1952) клинической психиатрической больницы для инвалидов Великой Отечественной войны.
Во время Павловской сессии Гуревич М. О., Шмарьян А. С., Голант Р. Я. и ряд других учёных подверглись травле. Снежневский А. В. заявил, что они «не разоружились и продолжают оставаться на старых антипавловских позициях, нанося этим тяжелый ущерб советской научной и практической психиатрии», а вице-президент АМН СССР обвинил их в том, что они «неустанно припадают к грязному источнику американской лженауки». После резкой критики в свой адрес Гуревич М. О. был вынужден уйти из 1-го Московского медицинского института.
Михаил Осипович Гуревич скончался 16 ноября 1953 года. Похоронен на Введенском кладбище (6 уч.).

## Научная деятельность
В 1920-е годы Гуревич М. О., наряду с Гиляровским В. А., выступает зачинателем советской детской психиатрии, как в организации такой помощи, так и в научном отношении. В 1927 году издает руководство «Психопатология детского возраста», вышедшее в 1932 году вторым дополненным изданием. Описал недостаточность развития моторной сферы ребёнка. Подчёркивал, что двигательные дефекты у детей не всегда сочетаются с интеллектуальными. В 1933 году Гуревич М. О. пишет работу «К постановке вопроса о патофизиологическом исследовании синдромов и симптомов при шизофрении», а в 1948 году — «О физиологических основах психопатологии».
Особую известность приобрели работы Гуревича 1932—1934 г.г. по анатомо-клиническому изучению «синдрома психосенсорных расстройств», как с убедительным обоснованием он предложил называть «парието-окципитальный» и «интерпариетальный» синдромы Отто Петцля, показав их значительно более сложную локализацию.
Имя Гуревича носит синдром насильственных влечений (синдром Гуревича — Голант — Озерецковского) — наблюдается главным образом при хроническом течении эпидемического энцефалита, а также при опухолях и травматических поражениях головного мозга. Приступообразно возникают насильственные влечения (стремление задушить кого-либо из окружающих, выкрикивать бранные слова, покупать ненужные вещи и т. п.). Одновременно могут отмечаться усиление неврологической симптоматики в виде ауры, судороги взора. Больные осознают нелепость своих влечений, неправильность вытекающего из них поведения, но преодолеть эти влечения не могут. В отличие от навязчивых состояний, насильственные влечения, противоречащие морально-этическим установкам больного, нередко реализуются в соответствующих двигательных актах.
Гуревич является автором работ о нарушении схемы тела, о расстройствах восприятия пространства, о «особых состояниях» при эпилепсии, проявляющихся в нарушениях восприятия (без тотальных нарушений сознания и амнезии), о проблемах и теории локализации в психиатрии. Он дополнил двучленное деление психопатий Э.Кречмера эпилептоидным и истероидным (реактивно-лабильным) типами, выделенными в том же ключе.
В клинике широко применяется окулостатический феномен (симптом Гуревича — Манна) — заключается в нарушении статики при движении глазных яблок — тенденция к падению назад при конвергенции и взгляде вверх и к падению вперед при дивергенции и взгляде вниз. При взгляде в сторону больной отклоняется в одноименную сторону. Наблюдается у больных с сотрясением головного мозга. Симптом весьма стоек и нередко отмечается длительное время (годы) после травмы, являясь часто единственным объективным признаком бывшего сотрясения мозга.
Огромен вклад Гуревича в патологоанатомические исследования психозов: исследования мозга больных прогрессивным параличом, а также больных малярией; при сифилисе мозга. Гуревич описал нервные и психические расстройства при воздушной контузии.
Гуревич М. О. написал совместно с Серейским М. Я. один из лучших и оригинальных отечественных учебников по психиатрии.
Гуревич М. О. состоял членом правления Всероссийского союза невропатологов и психиатров, был председателем правления Московского общества невропатологов и психиатров.

## Основные труды
- Гуревич М. О. Психопатология детского возраста, 1927.
- Гуревич М. О., Серейский М. Я. Психиатрия. — М.: Государственное Медицинское издательство, 1932.
- Гуревич М. О. К постановке вопроса о патофизиологическом исследовании синдромов и симптомов при шизофрении, 1933.
- Гуревич М. О. Невропатология детского возраста, 1935.
- Гуревич М. О. Нервные и психические расстройства при закрытых травмах черепа, 1945.
- Гуревич М. О. О физиологических основах психопатологии, 1948.